# Monokel

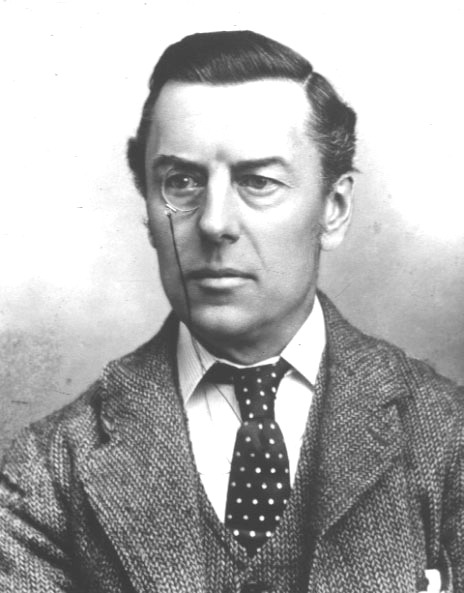
Brittiska kolonialministern Joseph Chamberlain med monokel.

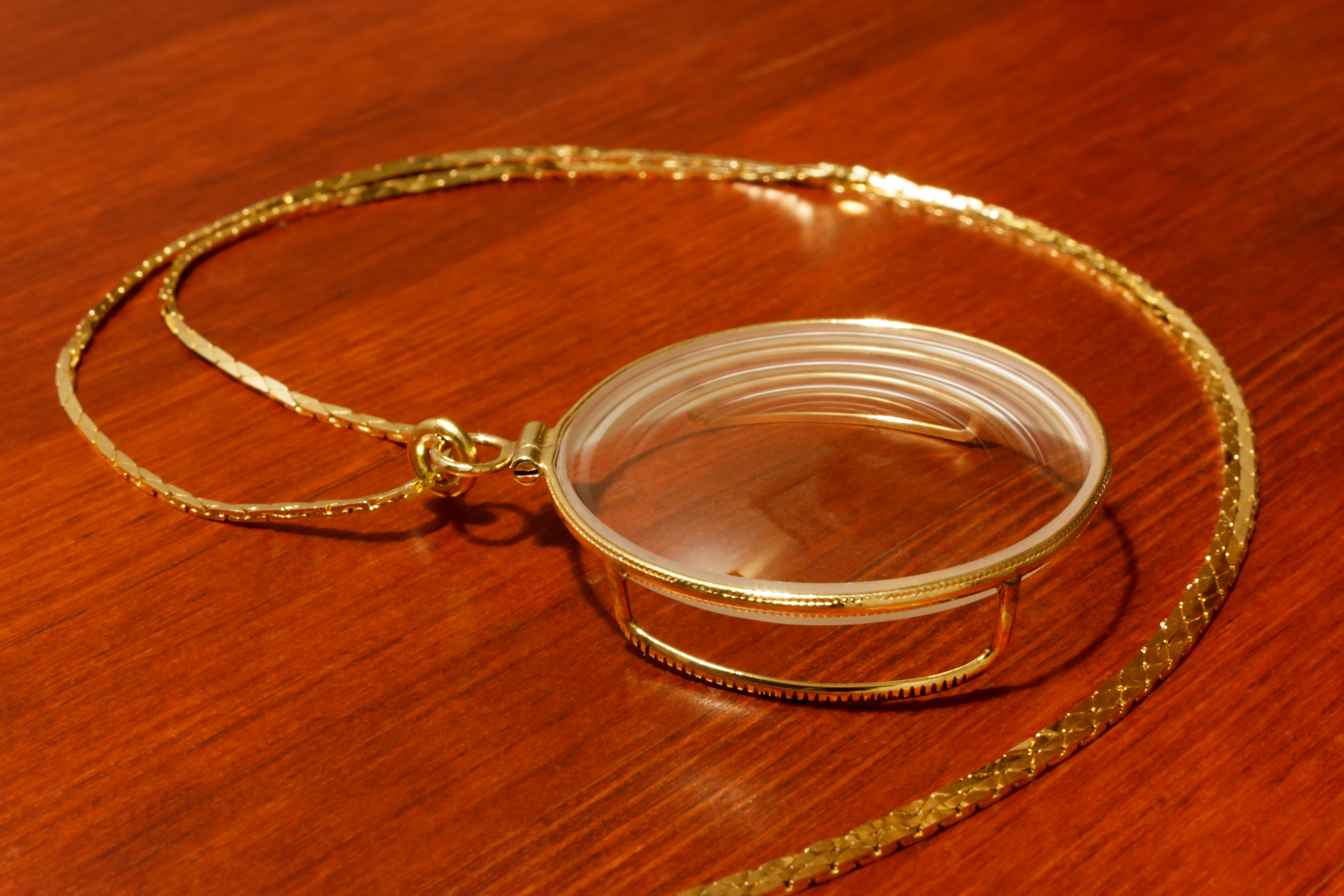
Monokel med en s.k. korg

En monokel är ett ensamt korrektionsglas som fästs framför ena ögat och bärs fastklämt i ögonvrån.
Monokeln består vanligen endast av en lins med räfflad kant men kan också förses med en upphöjd metallkant, kallad korg, för bättre tillpassning. Eftersom en monokel lätt kan tappas är den ofta fäst vid bärarens kläder med en snodd.
I dag används monoklar nästan aldrig, men i komik och satir är de ett vanligt aristokratiskt attribut.
Monokeln kom redan på 1700-talet.

## Etymologi
Ordet kommer från senlatinets monoculus, enögd, via franskans monocle. Latinet har i sin tur härlett ordet från grekiskans mónos, en, ensam, tillsammans med latinets oculus, öga.